# Шемарины
Шемарины — купеческая семья, которая организовала в Туле масштабное производство самоваров во времена Российской империи. Один из братьев, Александр Шемарин, был награждён серебряной медалью «За усердие».

## Биография
Купцы, братья Шемарины, родились в Воронежской губернии. Всего в семье было пятеро братьев. Старший брат Владимир Шемарин родился в 1855 году.
Шемарины переехали в Тулу для обучения ремеслу. В 1886 году они открыли в городе свою мастерскую. Владимир Шемарин, женился на вдове оружейника Гудкова, у которой была самоварная фабрика, выпускавшая дорожные самовары. Братья Шемарины объединили мастерскую и фабрику и стали заниматься выпуском и сбытом самоваров.
В 1899 году был открыт Торговый дом «Братья Шемарины», фирменным клейком которого стало изображение орла.
В 1900 году фабрика Шемариных в Париже на всемирной выставке представила самоварный сервиз. Как правило, в состав такого сервиза входили поднос, полоскательница, заварочный чайник, сахарница, молочник или сливочник, и иногда чайное ситечко.
В 1904 году оборот фабрик, которые принадлежали братьям Шемариным, составил 400 тысяч рублей. На их предприятии выпускалось около 100 видов разной продукции. На своей продукции братья Шемарины ставили клейма, на которых было указано «Поставщик Двора Его Императорского Величества Шаха персидского товарищество Торгового дома братьев Шемариных в Туле». Фабриканты Шемарины участвовали в 20 международных выставках, получая за представленные изделия медали и грамоты.
Братья Шемарины занимались изготовлением деталей для самоваров, отделкой готовых самоваров, сборкой самоваров и отделкой полуфабрикатов.
Известные точные сведения о деятельности отдельной части предприятий Шемариных. На 2 самоварных фабриках товарищества Торгового дома братьев Шемариных в Туле работало 400 человек, а численность рабочих в Тульском, Веневском, Алексинском, Одоевском составляла больше 1000 человек.
Владимир Иванович Шемарин и Дмитрий Иванович Шемарин владели 2 фабриками и 5 домами в Туле.
Александр Шемарин получил от императора серебряную медаль «За усердие» в связи с деятельностью, которую он проводил по детским приютам ведомства учреждений императрицы Александры Федоровны. Супругу Владимира — старшего из братьев Шемариных — звали Марией.
Помимо рабочих, которые постоянно работали на фабрике, на Шемариных работали также кустари-надомники, численность которых приближалась к 2 000. По состоянию на 1913 год, фабрика производила 132 000 самоваров в год. Фабрика размещалась в двух двухэтажных кирпичных корпусах и в двух одноэтажных зданиях. Общая площадь этих помещений составляла 300,5 квадратных сажен.
У братьях Шемариных был приобретен патент на производство самоваров спиртовых.
В 1913 году на фабрике появились два нефтяных двигателя, мощность которых составляла 50 и 16 лошадиных сил. Среди оборудования было 8 ручных прессов, 3 прокатных, по 4 давильных и сверлильных станков, 10 полировочных станков и 73 токарных станков.
В период Первой мировой войны самоварное производство Шемариных было немного приостановлено. В 1916 году на их фабриках производили 60 тысяч самоваров в год, а в 1917 году — 25 000 самоваров.
После революции 1917 года предприятия Шемариных национализировали. На месте фабрики, которая находилась на улице Горской, со временем стала работать фабрика по выпуску автогаражного оборудования. Другая фабрика — на Георгиевской стала котельно-вентиляторным заводом. Владимир Шемарин умер вскоре после 1917 года. Через какое-то время умер Александр Шемарин. Андрей Шемарин переехал в Москву, чтобы избежать преследований, а его дочь Варвара вышла замуж за рабочего ТОЗа Николая Савкина.
Фабрика братьев Шемариных была переименована в фабрику им. Ленина.
Владимир Иванович Шемарин умер в 1923 году.